# Omari Glasgow
Omari Nkosi Matthew Glasgow (Georgetown, 22 de noviembre de 2003) es un futbolista profesional guyanés que juega como delantero en el Loudoun United F. C. de la USL Championship. Es internacional con la selección de fútbol de Guyana.

## Clubes
El 24 de marzo de 2022 se anunció que Glasgow había fichado por el club Chicago Fire II de la MLS Next Pro, el equipo reserva del Chicago Fire FC de la Major League Soccer . El acuerdo fue por dos años iniciales con una opción del club para extenderlo hasta 2024. Antes de firmar con Chicago, Glasgow jugaba para Western Tigers FC en la GFF Elite League.

## Selección nacional
Debutó internacionalmente con la selección sub-17 de Guyana el 5 de enero de 2019, en un partido de clasificación para el Campeonato Sub-17 de CONCACAF 2019 celebrado en los Estados Unidos, en una derrota por 4-0 ante El Salvador. También apareció en la clasificación para el Campeonato Sub-20 de CONCACAF 2020.
El 30 de marzo de 2021, Glasgow hizo su debut absoluto y anotó su primer gol para Guyana contra Bahamas en la victoria por 4-0.

### Goles internacionales
Las puntuaciones y los resultados enumeran el recuento de goles de Guyana en primer lugar.
| N.º                                     | Fecha               | Sede                                                                | Adversario | Gol  | Resultado | Competencia                                        |
| --------------------------------------- | ------------------- | ------------------------------------------------------------------- | ---------- | ---- | --------- | -------------------------------------------------- |
| 1.                                      | 30 de marzo de 2021 | Estadio Olímpico Félix Sánchez, Santo Domingo, República Dominicana | Bahamas    | 3 –0 | 4-0       | Clasificación para la Copa Mundial de la FIFA 2022 |
| 2.                                      | 27 de marzo de 2022 | Estadio Hasely Crawford, Puerto España, Trinidad y Tobago           | Barbados   | 3 –0 | 5–0       | Amistoso                                           |
| 3.                                      | 27 de marzo de 2022 | Estadio Hasely Crawford, Puerto España, Trinidad y Tobago           | Barbados   | 5–0  | 5–0       | Amistoso                                           |
| 4.                                      | 4 de junio de 2022  | Estadio Olímpico Félix Sánchez, Santo Domingo, República Dominicana | Montserrat | 1 –1 | 2–1       | 2022-23 CONCACAF Liga de Naciones B                |
| 5.                                      | 4 de junio de 2022  | Estadio Olímpico Félix Sánchez, Santo Domingo, República Dominicana | Montserrat | 2–0  | 2–1       | 2022-23 CONCACAF Liga de Naciones B                |
| 6.                                      | 7 de junio de 2022  | Instalación de pista y campo sintético, Leonora, Guyana             | Bermudas   | 2 –1 | 2-1       | 2022-23 CONCACAF Liga de Naciones B                |
| Última actualización 7 de junio de 2022 |                     |                                                                     |            |      |           |                                                    |

## Palmarés

### Distinciones individuales
| Distinción                                                        | Año  |
| ----------------------------------------------------------------- | ---- |
| Mejor jugador joven de la Liga de Naciones de la Concacaf 2023-24 | 2024 |